# 蒙米拉 (康塔尔省)
蒙米拉（法語：Montmurat，法語發音：[mɔ̃myʁa]）是法国康塔尔省的一个市镇，位于该省西南部，和洛特省和阿韦龙省接壤，属于欧里亚克区。

## 地理
蒙米拉（44°37'45"N, 2°12'5"E）面积5.07 平方千米，位于法国奥弗涅-罗讷-阿尔卑斯大区康塔爾省，该省份为法国中南部省份，位于法國中央高原中心，北起科雷兹省、上盧瓦爾省和多姆山省，西接洛特省和科雷兹省，南至阿韦龙省和洛特省，东临上盧瓦爾省和洛泽尔省。
与蒙米拉接壤的市镇（或旧市镇、城区）包括：利维纳克莱奥、圣桑坦、圣桑坦德莫尔斯、蒙特雷东。

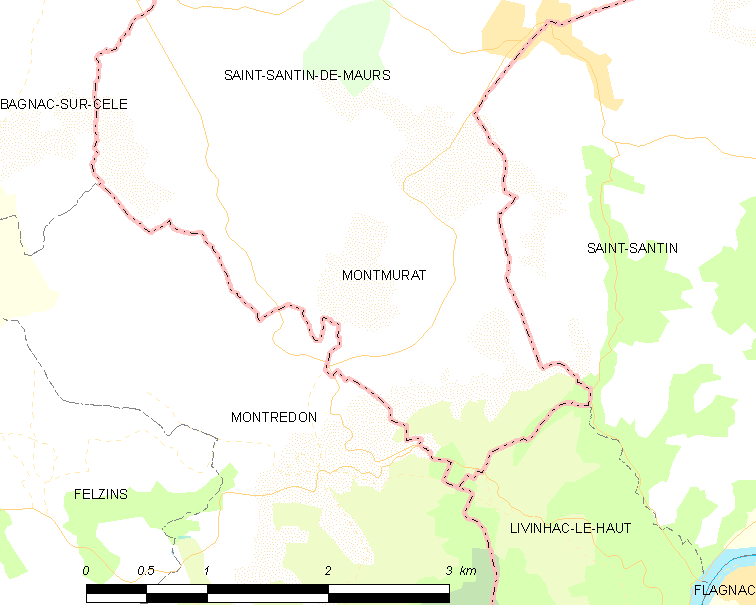
的OSM定位图

蒙米拉的时区为UTC+01:00、UTC+02:00（夏令时）。

## 行政
蒙米拉的邮政编码为15600，INSEE市镇编码为15133。

## 政治
蒙米拉所属的省级选区为莫尔斯县。

## 人口

1962-2008年间人口变化图示

蒙米拉于2022年1月1日时的人口数量为134人。